# 1987 ve fotografii

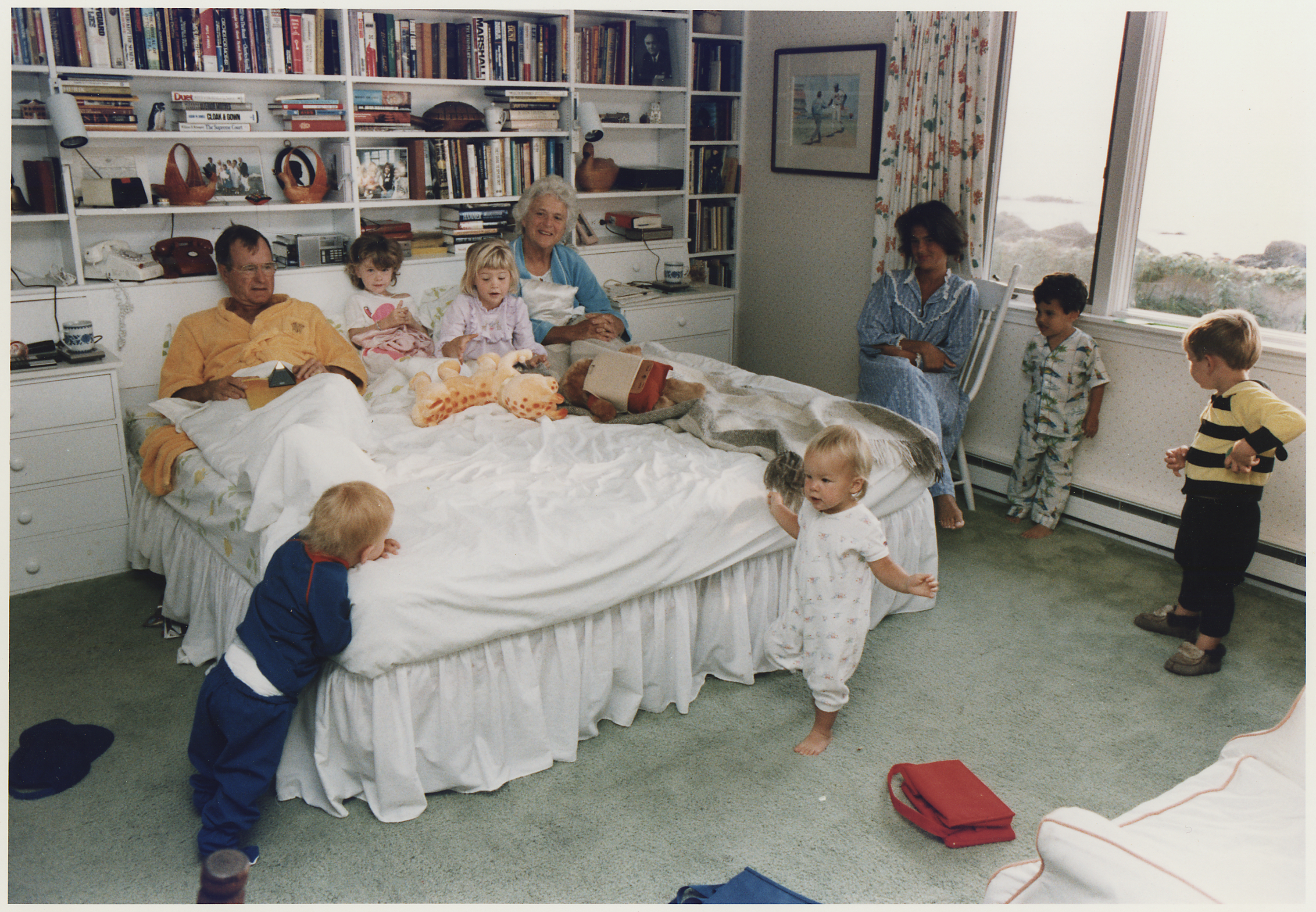
Valdezova nejznámější fotografie: prezident George H. W. Bush a jeho manželka Barbara obklopeni vnoučaty a snachou Margaretou Molster Bushovou, 1987

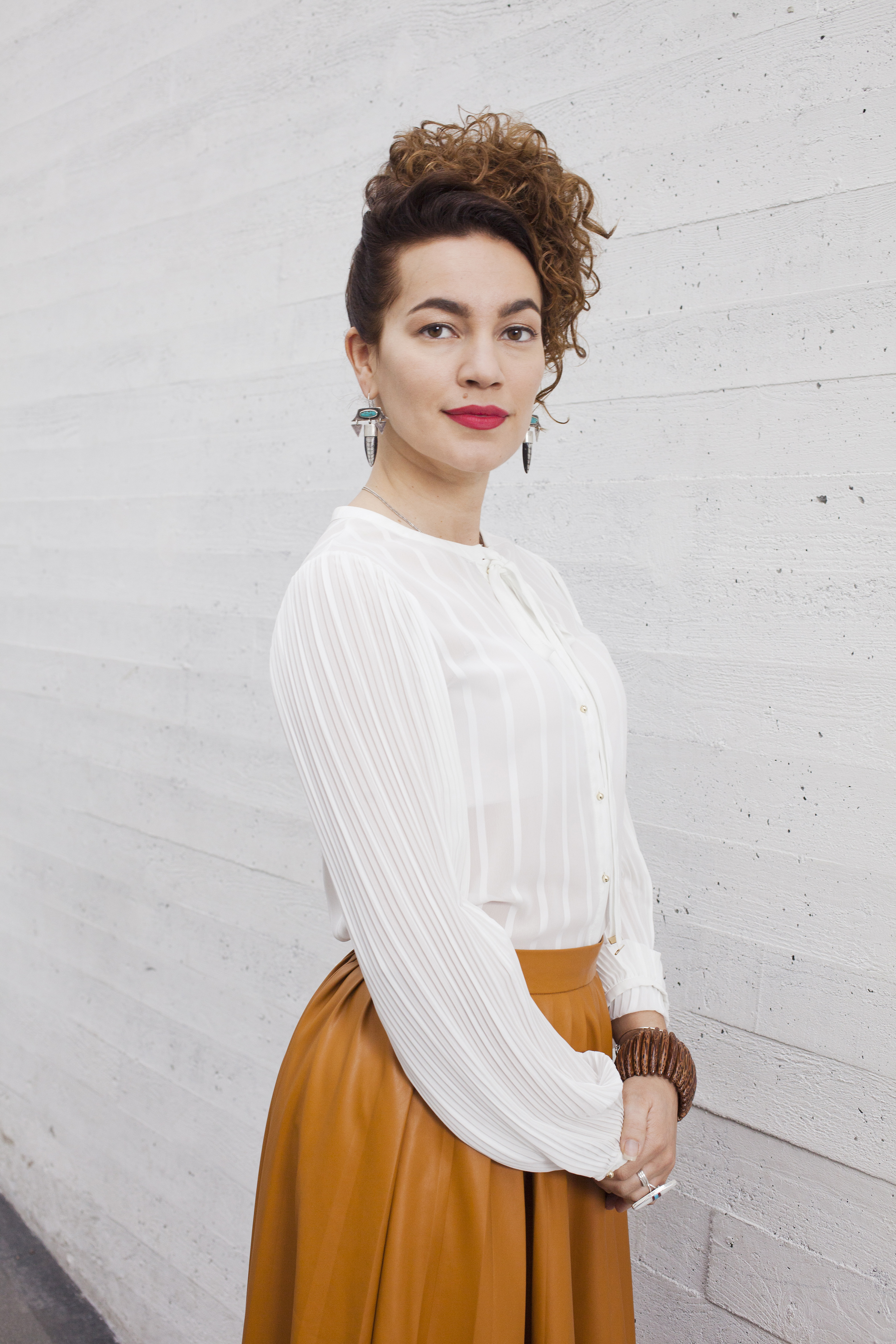
V tomto roce se narodila finská fotografka Meeri Koutaniemi

Tento článek obsahuje významné fotografické události v roce 1987.

## Události
- Německá fotografka Ellen von Unwerth dostala reklamní zakázku od magazínu Elle na džíny. Vybrala si tehdy neznámou sedmnáctiletou dívku Claudii Schiffer. Výsledek obě proslavil a Ellen von Unwerth se vypracovala mezi nejslavnější reklamní fotografy a její portrét Schifferové se stal jednou z nejslavnějších módních fotografií osmdesátých let.[1]
- Joel-Peter Witkin zkomponoval snímek Un Santo Oscuro.[2] Jeho zřejmě nejslavnější z morbidních bizarních alegorií, která není výsledek koláže ani montáže, ale pečlivé inscenace v ateliéru, kde mu modelem stojí lidé s různými deformacemi.[1]
- David Valdez pořídil svou nejznámější fotografii: viceprezident Bush a jeho žena Barbara obklopeni svými vnoučaty a snachou Margaretou Molster Bushovou
- Andres Serrano pořídil kontroverzní fotografii Piss Christ

Vydané knihy
- In Pursuit of India de Mitch Epstein , Aperture, New York ISBN 0-89381-214-5

Výstavy
- Henri Cartier-Bresson: The Early Work, Museum of Modern Art (MoMA), New York
- Rétrospective Gianni Berengo Gardin, Rencontres d'Arles, Francie

Fotografické festivaly a výstavy
- Rencontres d'Arles, červenec–září
- Mois de la Photo, Paříž, listopad

## Ocenění
- World Press Photo – Anthony Suau

- Prix Niépce – Agnès Bonnot
- Prix Nadar – William A. Ewing, Hoyningen-Huene, L'élégance des années 30, ed. Denoël
- Cena Oskara Barnacka – Jeff Share, USA
- Grand Prix national de la photographie  – Josef Koudelka

- Cena Ericha Salomona – Josef Heinrich Darchinger
- Cena za kulturu Německé fotografické společnosti – Irving Penn

- Cena Ansela Adamse – ceny nebyla udělena
- Cena W. Eugena Smithe – Graciela Iturbide
- Zlatá medaile Roberta Capy – Janet Knott, The Boston Globe, Democracy: What Price?
- Pulitzer Prize for Spot News Photography – Kim Komenich, San Francisco Examiner, za fotografickou dokumentaci pádu filipínského prezidenta Ferdinanda Marcose.
- Pulitzer Prize for Feature Photography – David C. Peterson, Des Moines Register, „za sérii fotografií zachycující roztříštěné sny amerických farmářů.“
- Infinity Awards – Harold Edgerto, Robert Frank, Eugene Richards, Robert Rauschenberg a Jay Maisel

- Cena Higašikawy – Joel Meyerowitz, Ikkó Narahara, Mičiko Kon, Kódži Kanbe
- Cena za fotografii Ihei Kimury – Ikuo Nakamura
- Cena Nobua Iny – Ičiró Cuda
- Cena Kena Domona – Hiroši Suga (Strides Across Images of Asia)

- Prix Paul-Émile-Borduas – Françoise Sullivan
- Fotografická cena vévody a vévodkyně z Yorku – Richard Baillargeon

- Prix international de la Fondation Hasselblad – Hiroši Hamaja

## Narození v roce 1987

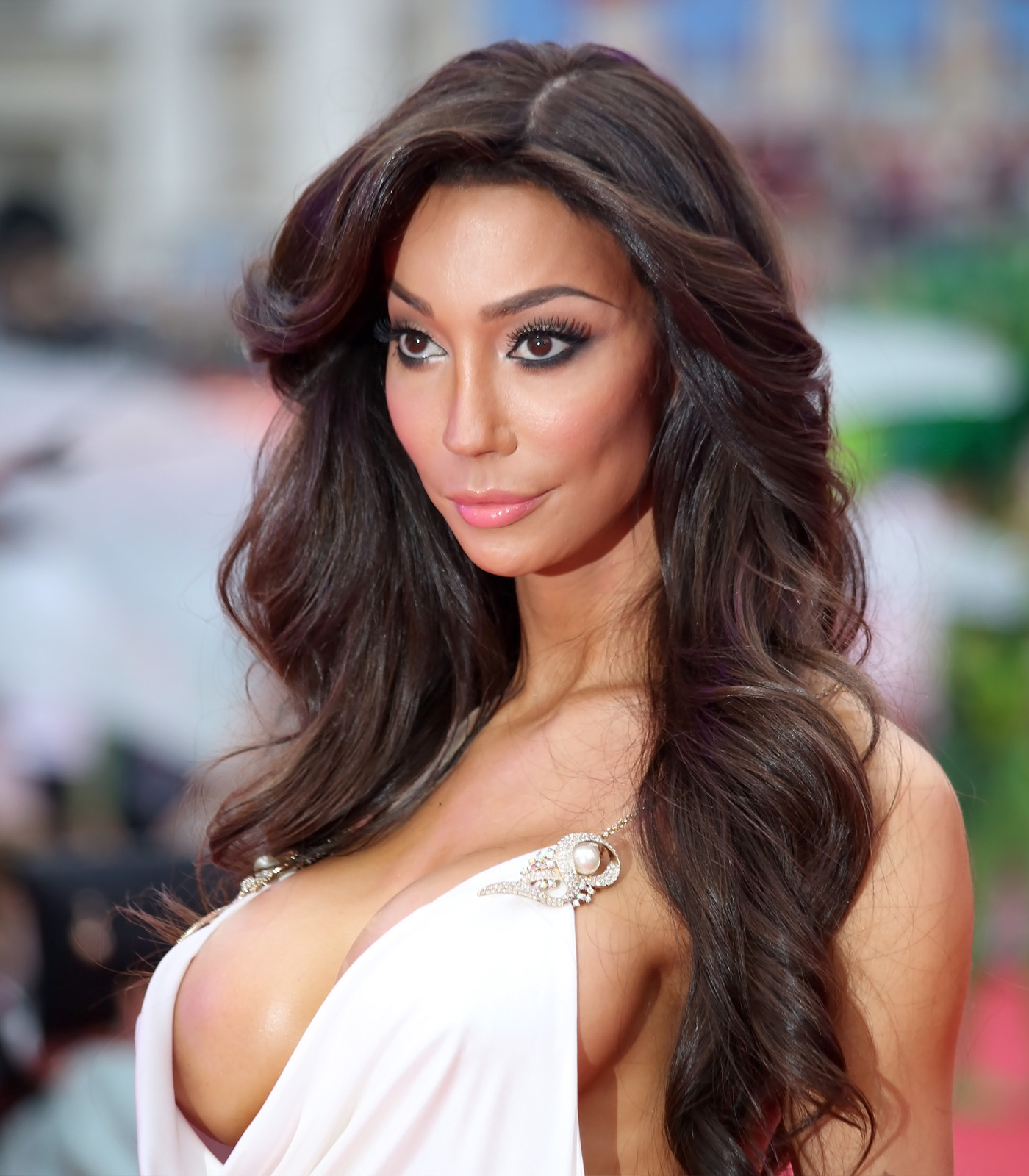
V tomto roce se narodila modelka a fotografka Yasmine Petty

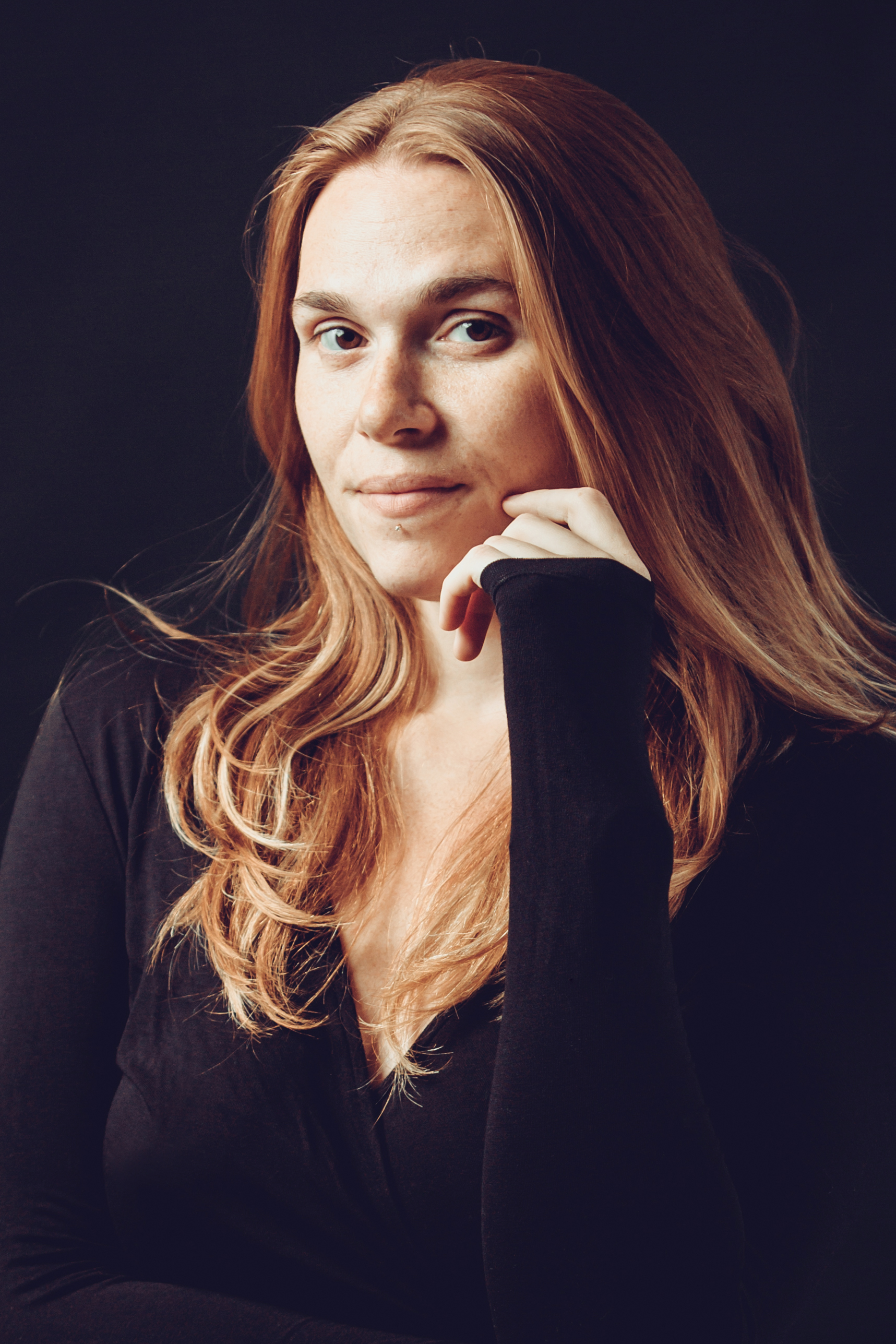
V tomto roce se narodila Jennifer Lescouët, francouzská fotografka

- 1. března – Jevhen Maloljetka, ukrajinský novinář a fotograf
- 24. března – Virginie Nguyen Hoang, belgická fotoreportérka
- 18. dubna – Sebastian Escobar Castro, kolumbijský fotograf a politik
- 13. května – Bayo Omoboriowo, nigerijský fotoreportér a dokumentární fotograf. Byl oficiálním fotografem prezidenta Muhammada Buhariho
- 15. května – Doruk Çetin, turecký filmový režisér, producent a fotograf
- 14. června – Gilbert Asante, ghanský kreativní ředitel, fotograf a multidisciplinární umělec
- 10. srpna – Marie Haldová dánská fotožurnalistka, témata souvisejících s tělesným aktivismem, poruchami příjmu potravy, o sexuálních pracovnicích
- 21. prosince – Yasmine Petty, americká transgender modelka a fotografka italského původu
- ? – Vendula Knopová, česká módní fotografka
- ? – Isadora Romero, ekvádorská nezávislá dokumentární fotografka a vizuální umělkyně
- ? – Meeri Koutaniemi, finská fotografka
- ? – Katarina Benzová, slovenská koncertní fotografka
- ? – Sofie Amalie Klougartová, dánská fotografka, fotožurnalistka, a vizuální umělkyně, vyhrála Press Photo of the Year se sérií fotografií z letního skupinového setkání Dánské lidové strany a v roce 2012 s fotoseriálem z dánských swingers klubů
- ? – Xyza Cruz Bacani, filipínská pouliční fotografka
- ? – Sanne De Wilde, belgická fotografka
- ? – Youcef Krache, alžírský fotograf
- ? – Johan Lolos, belgický fotograf
- ? – Mélanie Wenger, francouzská dokumentární fotografka
- ? – Kali Spitzer, kanadský domorodý fotograf
- ? – Jennifer Lescouët, francouzská fotografka

## Úmrtí v roce 1987
- 9. ledna – Viktor Antonovič Ťomin, sovětský fotograf a fotoreportér (* 3. listopadu 1908)
- 30. ledna – Roy Adzak, britský malíř, sochař, rytec a fotograf (* 14. února 1927)
- 26. února – Janina Mierzecka, polská fotografka a grafička, portréty, dokumentovala architekturu (také v Československu), provozovala ateliéry, pracovala v Muzeu uměleckého průmyslu ve Lvově, její dcera je Aleksandra Mierzecka-Garlicka (* 4. července 1896)
- 28. února – Gašó Jamamura, japonský fotograf (* 1939)
- 8. března – Iwao Jamawaki, japonský fotograf (* 29. dubna 1898)
- 8. března – Jacques Moutin, francouzský fotograf (* ?)
- 10. března – Santeri Levas, finský spisovatel a fotograf, nejznámější svými knihami o skladateli Jeanu Sibeliusovi (8. února 1899)
- 23. března – Július Tatár, slovenský filatelista, fotograf a amatérský entomolog (* 4. dubna 1898)
- 2. dubna – Kansuke Jamamoto, japonský fotograf (* 30. března 1914)
- 4. dubna – Vilém Rosegnal, český fotograf a fotoreportér (* 21. dubna 1915)
- 12. dubna – Michel Sima, polský fotograf (* ?)
- 6. května – Karel Plicka, československý folklorista, hudebník, scenárista, režisér, kameraman a fotograf (* 14. října 1894)
- 10. května – Violet Keene, kanadská fotografka anglického původu (* 1893)
- 27. května – Arne Wahlberg, švédský fotograf (* 4. listopadu 1905)
- 3. června – Bruno Bernard, americký fotograf (* ?)
- 6. června – Raymond Bègue, francouzský fotograf (* ?)
- 2. července – Josef Novák, český malíř, grafik, ilustrátor, karikaturista, pedagog, fotograf (* 7. listopadu 1902)
- 22. července – Sakae Tamura, japonský fotograf (* 17. září 1906)
- 13. srpna – Annelise Kretschmer, německá fotografka (* 11. února 1903)
- 26. listopadu – Peter Hujar, americký fotograf (* ?)
- 16. prosince – Šigeru Tamura, japonský fotograf (* 28. února 1909)
- 21. prosince – Victor Acimovic, makedonský fotograf (* ?)
- ? – Joseph Cayet, belgický fotograf (* ?)
- ? – Pierre de Fenoÿl, francouzský fotograf (* ?)